# Drimys brasiliensis
Drimys brasiliensis är en tvåhjärtbladig växtart. Drimys brasiliensis ingår i släktet Drimys och familjen Winteraceae.

## Underarter
Arten delas in i följande underarter:
- D. b. brasiliensis
- D. b. subalpina
- D. b. sylvatica